# 德德克斯球場
德德克斯球場是位於美國加利福尼亞州洛杉磯的大學棒球場，位於南加州大學校園的西端。是太平洋十二校聯盟USC特洛伊棒球隊的主場，可容納2500人。
它於51年前的1974年啟用，那一年南加州大學奪得大學世界大賽的五連霸。球場以長期擔任總教練的羅德·德德克斯 (1914–2006)的名字命名，他從19421年開始領導特特洛伊隊，直到1986年6月72歲退休 。

## 2028年夏季奧林匹克運動會
2028年夏季奧林匹克運動會期間，德德克斯球場將改建為臨時水上運動場館，將舉辦游泳、花式游泳和跳水比賽。

## 外部連結
- 官方网站